# Alija Šuljak
Alija Šuljak (Trebinje, 10. listopada 1901. – Istanbul, 18. listopada 1992.), bio je dužnosnik NDH i stručnjak za zadrugarstvo.

## Životopis

### Školovanje i Kraljevina Jugoslavija
Alija Šuljak rođen je u Trebinju, 1901. godine. Stariji je brat Hasana Šuljka. Pohađao je škole u Beču i Zagrebu, gdje je i diplomirao (1923.) na EKVŠ-u i na Filozofskome fakultetu. U razdoblju od 1923. do 1941. godine (s prijekidom) nastavnikom je na Trgovačkom višem učilištu u Dubrovniku a 1931. godine otpušten je iz službe, jer nije glasovao za vladinu listu. 1934. godine, nakon ubojstva jugoslavenskoga kralja Aleksandra I. Karađorđevića zatvoren je u Dubrovniku pod optužbom kako je održavao veze s "teroristima". Nakon što je pušten iz zatvora zabranjeno mu je kretanje po Dalmaciji, te ponovno radi na Trgovačkom višem učilištu. 1937. godine osnovao je u Dubrovniku podružnicu Zadruge Hrvatskog radiše i njezin je počasni predsjednik. Od toga doba počinju njegove veze sa Slavkom Kvaternikom, ravnateljom Zadruge Hrvatskog radiše. Uz Hakiju Hadžića i Ademagu Mešića, jednim je od osnivača muslimanskoga ogranka HSS-a, koji je nastao 1936. godine kao oporba prema vodstvu JMO.

### Drugi svjetski rat i nakon Drugoga svj. rata
Nakon što je proglašena NDH, imenovan je, u svibnju 1941. godine, privremenim povjerenikom za istočnu Hercegovinu, a u srpnju 1941. godine poglavnim pobočnikom. U kasno proljeće i ljeto 1941. godine u nekoliko navrata boravio je u istočnoj Hercegovini i radio na uspostavi vlasti NDH. Svojim utjecajem među muslimanskim pučanstvom u Nevesinju pomogao je poručniku Franji Sudaru u mobilizaciji dobrovoljaca za Ustašku vojnicu. Nakon toga, iz Poglavnikova ureda otišao je na mjesto nastavnika na zagrebačko Trgovačko više učilište, ali i dalje ostao je poglavnim pobočnikom. 1943. godine poglavnik NDH Ante Pavelić postavio ga je za izaslanika hrvatske Vlade kod oblikovanja muslimanske divizije (koji će poslije nositi naziv Handžar) sa zadatkom sudjelovanja u obrani Bosne. Doznavši kako će divizija biti upućena na istočno bojište, a ne u Bosnu, tražio je prijam kod Pavelića željeći ga o tome obavijesti te zatražiti razriješavanje od dužnosti. Pavelić ga nije primio, ali ga je razriješio od dužnosti. Zagreb je napustio 8. svibnja 1945. godine i u lipnju 1945. godine prijeko Austrije otišao je u Italiju, u Rim. Početkom 1947. godine otišao je u Egipat, u Kairo, gdje je dobio mjesto u podružnici njemačke štedionice Dresdner Bank. U razdoblju od 1948. do 1956. godine bio je stručnim savjetnikom za zadrugarstvo pri sirijskoj Vladi. Osnivao je prve zadruge u Siriji, a 1950. godine objavio je knjigu Činjenice zadrugarskog gospodarstva (Damask, 1950.). U iseljeništvu napisao je više knjiga o zadrugarstvu i zadružnim štedionicama, u kojima se pozivao na primjere i iskustva hrvatskoga zadrugarstva. Istu savjetničko-stručnu dužnost obavljao je i u Tunisu (1958. – 1962.). Od 1964. do 1966. djelovao je u Istanbulu pri osnivanju prve turske štedionice na zadružnim načelima. 1991. godine sa sinom Nedimom, uoči srbsko-crnogorskog napada, posjeto je Dubrovnik, nakon gotovo pola stoljeća provedenih u emigraciji.
Umro je u Istanbulu, 18. listopada 1992.

## Djela
- Činjenice zadrugarskog gospodarstva, Damask, 1950.